# Ad-Dachiliyya
Ad-Dachiliyya (arabisch المحافظة الداخلية, DMG al-muḥāfaẓa ad-dāḫilīya; bis 2011 arabisch المنطقة الداخلية, DMG al-minṭaqa ad-dāḫilīya) ist eines der elf Gouvernements Omans.
Sie erstreckt sich über eine Fläche von 31.900 km², umfasst 8 Wilayat und hatte zur Bevölkerungszählung im Jahre 2003 267.140 Einwohner. Die Wilayat sind: Nizwa, Sama'il, Bahla, Adam, al-Hamra, Manah, Izki und Bid Bid.
Die Hauptstadt der Region ist Nizwa.

## Geographische Lage
| Dschanub al-Batina | Dschanub al-Batina                          | Gouvernement Maskat      |
| az-Zahira          | Kompassrose, die auf Nachbargemeinden zeigt | Schamal asch-Scharqiyya  |
| al-Wusta           | al-Wusta                                    | Dschanub asch-Scharqiyya |

Koordinaten: 22° 0′ N, 57° 30′ O